# 特能特山
特能特山（英文：Mount Tennent）是澳大利亞首都領地南部的一座山峰，海拔4,511英尺，海拔高度1375米，位于纬度-35.549808及经度149.04436鄰近的主要飛机场是堪培拉机场。名稱取自於一藏身其中的著名人物John Tennant。

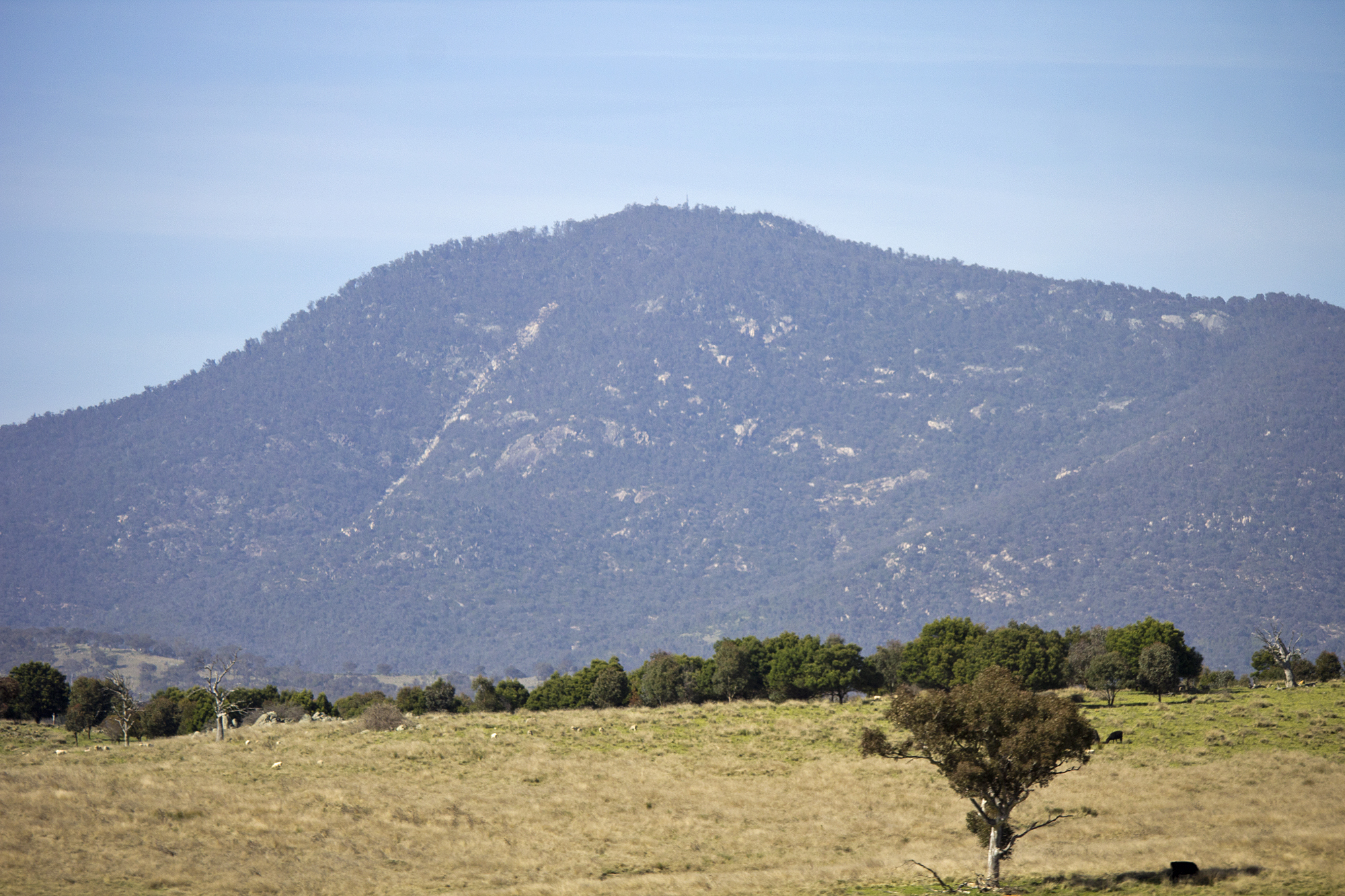
2012年